# Für immer Freibad
Für immer Freibad ist ein deutscher Film von Laura Fischer aus dem Jahr 2024. Der Film wurde am 29. September beim Filmfest Hamburg uraufgeführt. Seit dem 16. Juni 2025 ist der Film im Streamingportal des ZDF verfügbar, die Fernsehausstrahlung erfolgte am 14. August 2025 im ZDF.

## Handlung
Niederwülst im Sommer 1999: Nach den Plänen seines Vaters Rainer, eines ambitionierten Arbeitsschutzprüfers, soll Simon nach dem gerade bestandenen Abitur ein Jurastudium aufnehmen, um aus seinem Leben etwas Vernünftiges zu machen. Deshalb hat Rainer ihn bei einem Vorbereitungskurs angemeldet. Simon hingegen möchte lieber seinem Schwarm, der Rettungsschwimmerin Mira, näherkommen und nimmt stattdessen, ohne jemandem aus der Familie etwas zu sagen, einen Aushilfsjob im örtlichen Freibad an.
Unter den Angestellten findet Simon Freunde und erlebt eine Gemeinschaft, die er von zu Hause nicht kennt. Mit Gundolf und Rico betreibt Simon den Kiosk, während Freund Basti vor allem den Millennium-Bug fürchtet. Leiterin Katja ist sichtlich bemüht, das Fortbestehen des Freibads zu sichern, nur der im Freibad wohnende ehemalige Leistungsschwimmer Robbe spielt da nicht immer ganz mit. Durch ein Missverständnis denkt Mira, dass Simons Vater – wie ihrer auch – gestorben sei. Statt es aufzuklären, nutzt Simon das Missverständnis für sich, um eine emotionale Bindung zu Mira aufzubauen. Tatsächlich springt der Funke über.
Als bei der Sonnenfinsternis Simons Vater ins Freibad kommt, fliegt die Lüge auf und Mira sagt Simon, dass sie ihn nie wiedersehen will. Als Rainer eine Prüfung des Freibads vornimmt und seine Freundin Sophie beim Seitensprung erwischt, erleidet er einen Herzinfarkt. Nachfolgend kommt es zwischen Simon und Rainer zu Aussprachen und Rainer erkennt, dass Simon andere Pläne hat. Auch sieht er erstmals Simons Zeichnungen, in denen er viel künstlerisches Potential sieht.
Simons Freunde Basti, Rico und Ronja organisieren eine große Party in der Hoffnung, dass sich Simon und Mira auf dieser versöhnen, doch Mira erscheint nicht. Simon findet Mira am nächsten Tag im Freibad auf dem Sprungturm. Da Mira nicht herunterkommen möchte, klettert Simon trotz seiner ausgeprägten Höhenphobie hinauf, um sich aufrichtig zu entschuldigen. Nachdem er alles gesagt hat, schickt ihn Mira hinunter, wobei er vom Turm ins Becken stürzt. Mira springt hinab und zieht Simon aus dem Wasser, am Beckenrand liegend küssen sich die beiden schließlich.

## Produktion
Der Film wurde in der Zeit zwischen dem 6. Juni und dem 4. Juli 2023 in Brandenburg gedreht. Das Freibad, in dem der Film zu großen Teilen gedreht wurde, befindet sich in der Stadt Forst in der Lausitz.

## Soundtrack
Für den Soundtrack wurden unter anderem folgende – dem Zeitgeist des Films entsprechende – Songs verwendet:
- Eiffel 65 (Blue)
- Bill Withers (Lean on Me)
- Genesis (I Can’t Dance)
- Ricky Martin (Livin’ la Vida Loca)
- Europe (The Final Countdown)
- Lou Bega (Mambo No. 5)
- Wolfgang Petry (Verlieben, verloren, vergessen, verzeih’n)
- Will Smith (Wild Wild West)
- Backstreet Boys (Everybody)
- TLC (Waterfalls)
- Sixpence None the Richer (Kiss Me)
- Tom Jones (Sex Bomb)
- Counting Crows (Colorblind)
- Prince (Purple Rain)
- Moby (Flower)
- Scooter (How Much Is the Fish?)
- Madonna (Frozen)
- Wamdue Project (King of My Castle (Roy Malone's King Radio Edit))
- Udo Jürgens & Jenny (Liebe ohne Leiden)
- Dr. Alban (Sing Halleluja)

## Rezeption

### Kritik
Das Lexikon des internationalen Films vergibt 2 von 5 möglichen Sternen. Der Film sei eine „[i]m Sommer 1999 spielende Komödie, die den Geist des Jahrzehnts musikalisch und über anzügliche Sprüche erweckt, inhaltlich aber keine Überraschungen bietet. Auch das komische Potenzial der überzogenen Nebenfiguren erweist sich auf Dauer als begrenzt.“
Rainer Tittelbach von tittelbach.tv gibt dem Film insgesamt 4,5 von 6 Sternen.
Oliver Armknecht bewertete die Produktion auf film-rezensionen.de mit sechs von zehn Sternen. Die zwar nicht sehr originelle, aber doch sympathische Coming-of-Age-Komödie gefalle durch die entspannte, leicht nostalgische Atmosphäre und das Ensemble.

### Einschaltquoten
Die Premiere des Films im Fernsehen am 14. August 2025 sahen in Deutschland insgesamt 2,11 Millionen Zuschauer, was einem Marktanteil von verhaltenen 11,2 Prozent für das ZDF entsprach.

## Trivia
Der Satz „Ich liebe den Geruch von Chlor am Morgen.“ ist eine Anspielung auf den Satz „Ich liebe den Geruch von Napalm am Morgen.“ aus dem Film Apocalypse Now
Die Zentrallinie der Sonnenfinsternis vom 11. August 1999 verlief durch Süddeutschland, welches großflächig von einer Wolkendecke bedeckt war, sodass nur vereinzelt ein Blick auf die Finsternis möglich war.